# The Death of a Hired Man

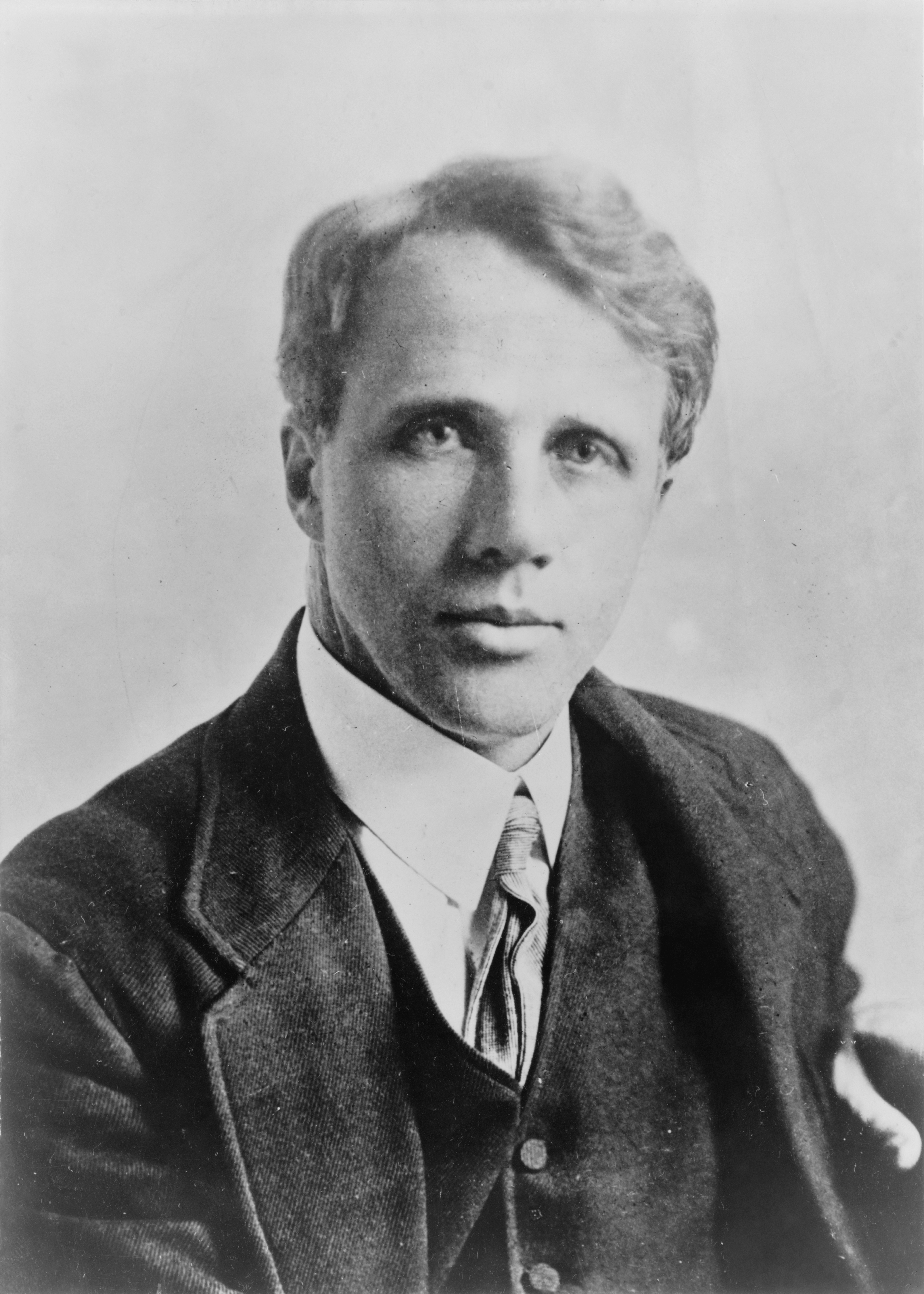
Robert Frost, (1910)

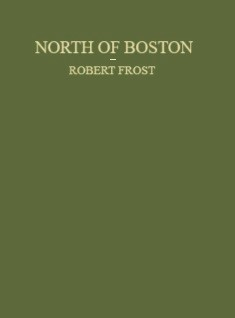
Okładka

The Death of a Hired Man – wiersz amerykańskiego poety Roberta Frosta, napisany w formie dialogu dramatycznego, ogłoszony w tomiku North of Boston, wydanym w 1914. Opowiada o trojgu ludziach, Warrenie, jego żonie Mary i odwiedzającym ich od czasu do czasu najemnym pracowniku Silasie. Nieproszony robotnik, o którym rozmawiają małżonkowie, zostaje w końcu znaleziony martwy. Utwór został napisany nierymowanym pięciostopowym jambem (blank verse), gdzieniegdzie ozdobionym aliteracją: I'll sit and see if that small sailing cloud.